# Distrikt Yanahuanca
Der Distrikt Yanahuanca liegt in der Provinz Daniel Alcides Carrión in der Region Pasco in Zentral-Peru. Der Distrikt wurde am 29. Januar 1944 gegründet. Er besitzt eine Fläche von 743 km². Beim Zensus 2017 wurden 12.060 Einwohner gezählt. Im Jahr 1993 lag die Einwohnerzahl bei 14.484, im Jahr 2007 bei 14.280. Die Distriktverwaltung befindet sich in der 3184 m hoch gelegenen Provinzhauptstadt Yanahuanca mit 5017 Einwohnern (Stand 2017). Bei Huarautambo befindet sich ein archäologischer Fundplatz.

## Geographische Lage
Der Distrikt Yanahuanca liegt im Andenhochland und erstreckt sich über den Westen und Südwesten der Provinz Daniel Alcides Carrión. Er reicht im Westen bis zum Hauptkamm der peruanischen Westkordillere. Der Río Chaupihuaranga, der Oberlauf des Río Huertas, entwässert das Areal nach Nordosten. Entlang der westlichen Distrikt- und Provinzgrenze verläuft die kontinentale Wasserscheide.
Der Distrikt Yanahuanca grenzt im Westen an den Distrikt Oyón (Provinz Oyón), im Nordwesten an den Distrikt San Miguel de Cauri (Provinz Lauricocha), im Norden an den Distrikt San Pedro de Pillao, im Nordosten an den Distrikt Vilcabamba, im Osten an den Distrikt Chacayán sowie im Süden an den Distrikt Simón Bolívar (Provinz Pasco).